# Ancyluris julia
Ancyluris julia är en fjärilsart som beskrevs av Saunders 1949. Ancyluris julia ingår i släktet Ancyluris och familjen Riodinidae. Inga underarter finns listade i Catalogue of Life.